# Дударов, Ахмед Русланович
Ахмед Русланович Дударов (нем. Ahmed Dudarov, род. 6 июля 1992, Грозный) — немецкий борец вольного стиля, бронзовый призёр Европейских игр 2019 года.

## Биография
Ахмед Дударов по нации Ингуш.Родился в 1992 году в городе Грозном. Однако во время второй российско-чеченской войны его семья была вынуждена бежать в Европу. В 2000 году она поселилась в Германии.
Борьбой начал заниматься с 2002 года. В 2009 году Ахмед получил немецкое гражданство. За сборную Германии начал выступать с 2011 года. В 2012 году завоевал серебряную медаль чемпионата мира среди юниоров. Стал чемпионом Германии среди взрослых. Благодаря этим успехам был признан Европейской спортивно-культурной ассоциацией «Вайнах» лучшим спортсменом чеченской диаспоры Европы.
Выступает за борцовский клуб Вейнгартена. Тренер — Владимир Владимирович Галвас. В 2019 году вновь стал чемпионом Германии.
В июне 2019 года был приглашён в сборную Германии по борьбе для участия на Европейских играх в Минске. В весовой категории до 86 кг завоевал бронзовую медаль.